# Picumnus albosquamatus
A Picumnus albosquamatus a madarak osztályának harkályalakúak (Piciformes) rendjébe, ezen belül a harkályfélék (Picidae) családjába tartozó faj.

## Rendszerezése
A fajt Alcide d’Orbigny francia természettudós írta le 1840-ben.

## Alfajai
- Picumnus albosquamatus albosquamatus Orbigny, 1840
- Picumnus albosquamatus guttifer Sundevall, 1866[2]

## Előfordulása
Dél-Amerikában, Bolívia, Brazília és Paraguay területén honos. Természetes élőhelyei a szubtrópusi és trópusi síkvidéki esőerdők és szavannák.

## Megjelenése
Testhossza 10–11 centiméter, testtömege 9–11 gramm.

## Természetvédelmi helyzete
Az elterjedési területe rendkívül nagy, egyedszáma viszont csökken, de nem éri el a kritikus szintet. A Természetvédelmi Világszövetség Vörös listáján nem fenyegetett fajként szerepel.